# Parafia Najświętszej Maryi Panny Wniebowziętej w Wysowej
Parafia Najświętszej Marii Panny Wniebowziętej w Wysowej – parafia znajdująca się w dekanacie Ropa w diecezji tarnowskiej. 

## Opis
Parafia została erygowana 4 sierpnia 1938 roku przez bpa tarnowskiego Franciszka Lisowskiego. Wcześniej wierni należeli do parafii Ropa (oddalonej ok. 23 km). 
Do parafii należą wierni wyznania rzymskokatolickiego z miejscowości: Wysowa-Zdrój, Hańczowa, Blechnarka i Ropki.  Proboszczem jest ks. Mariusz Bawołek (od 2022). Przy kościele znajduje się zabytkowy cmentarz parafialny.
Wezwania parafii:
- Matka Boża Wniebowzięta
- Przemienienie Pańskie
- Chrystus Dobry Pasterz

Na terenie parafii znajduje się w Wysowej: kościół parafialny pw. Matki Bożej Wniebowziętej (wzniesiony w latach 1936–1938) i kaplica Przemienienia Pańskiego – zwana kościołem zdrojowym (powstała ok. 1991 r.) oraz kaplica Dobrego Pasterza w Hańczowej (wzniesiona ok. 1982).

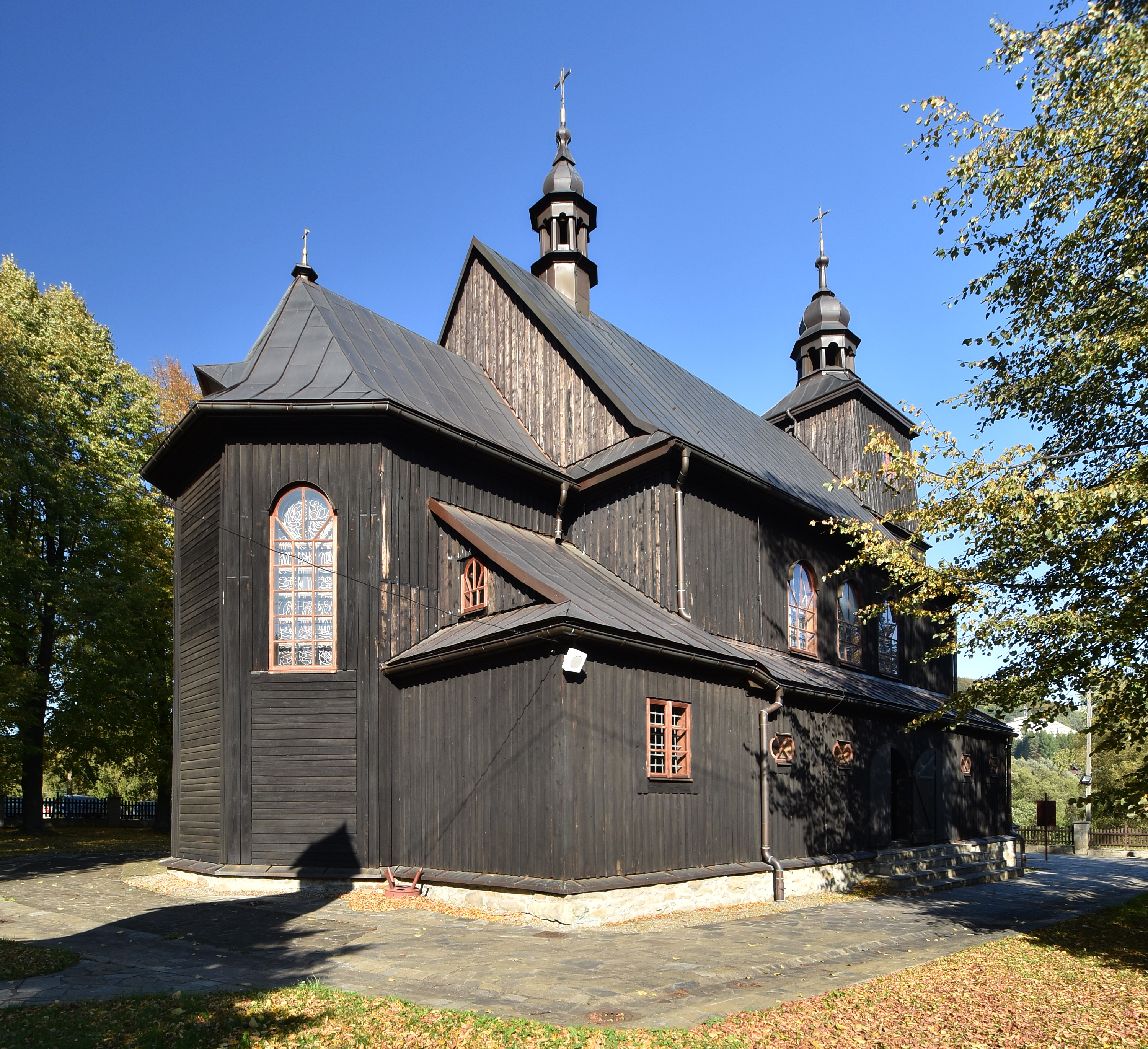
Kościół parafialny
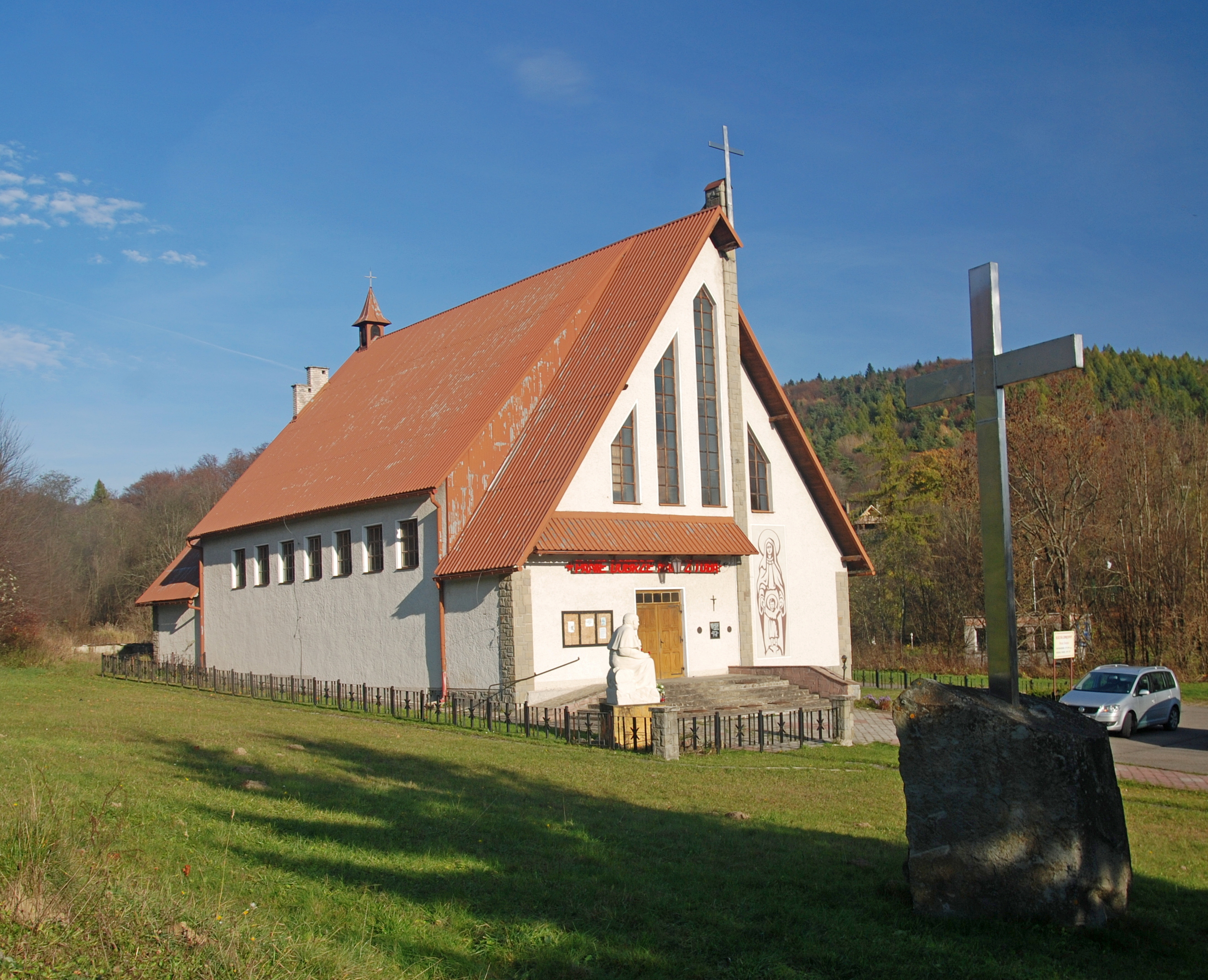
Kościół zdrojowy
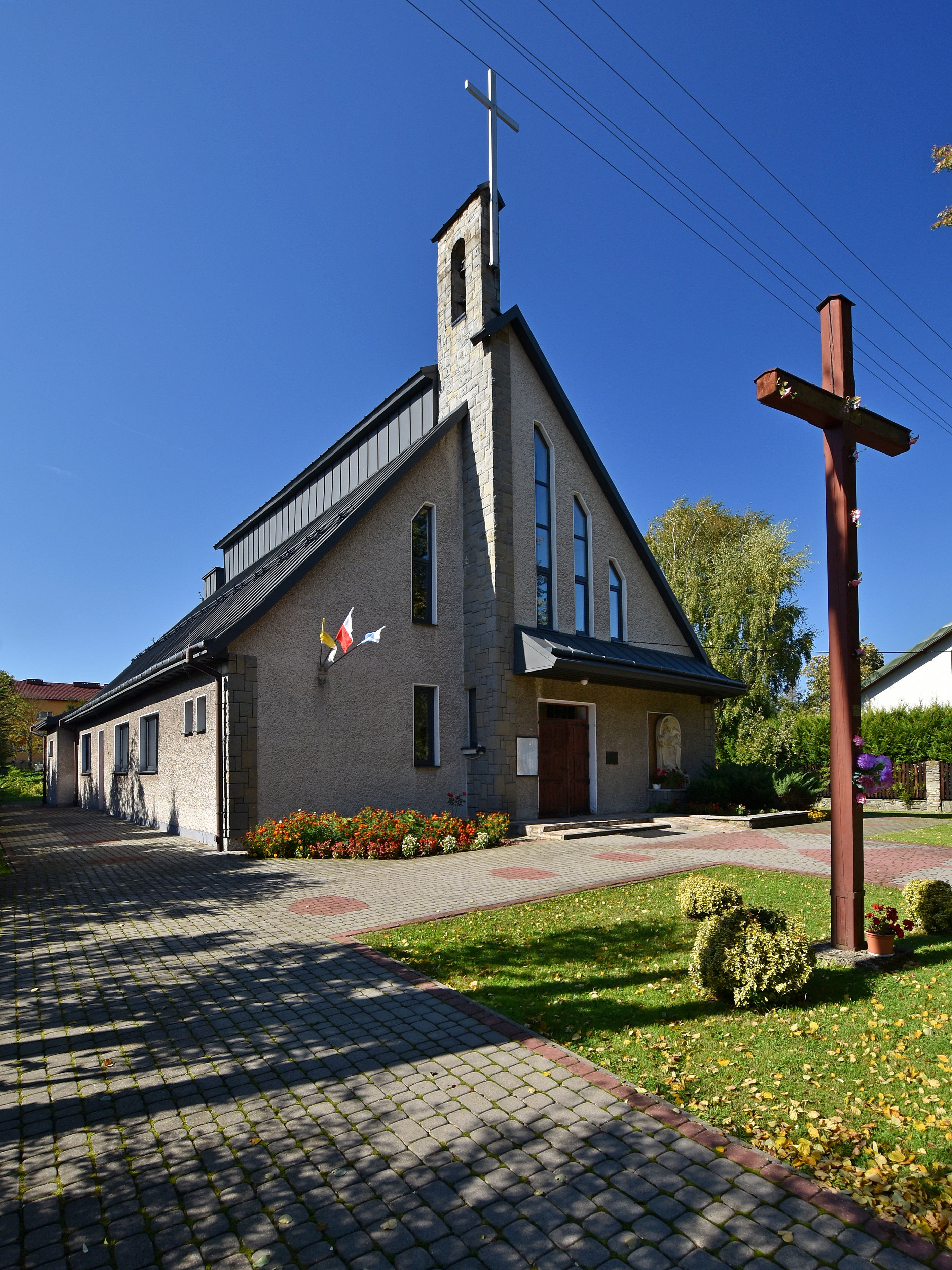
Kaplica w Hańczowej

## Grupy religijne działające przy parafii
- Parafialny Oddział "Caritas"
- Róże Różańcowe (9)
- Schola kobiet w Hańczowej
- Grupa wokalna dziewcząt w Wysowej